# 張克明 (清朝)
張克明（？—？），清朝官員，於1763年擔任南投縣丞，主要從事南投之管理事務，品等約為七品以下。